# Royal charter

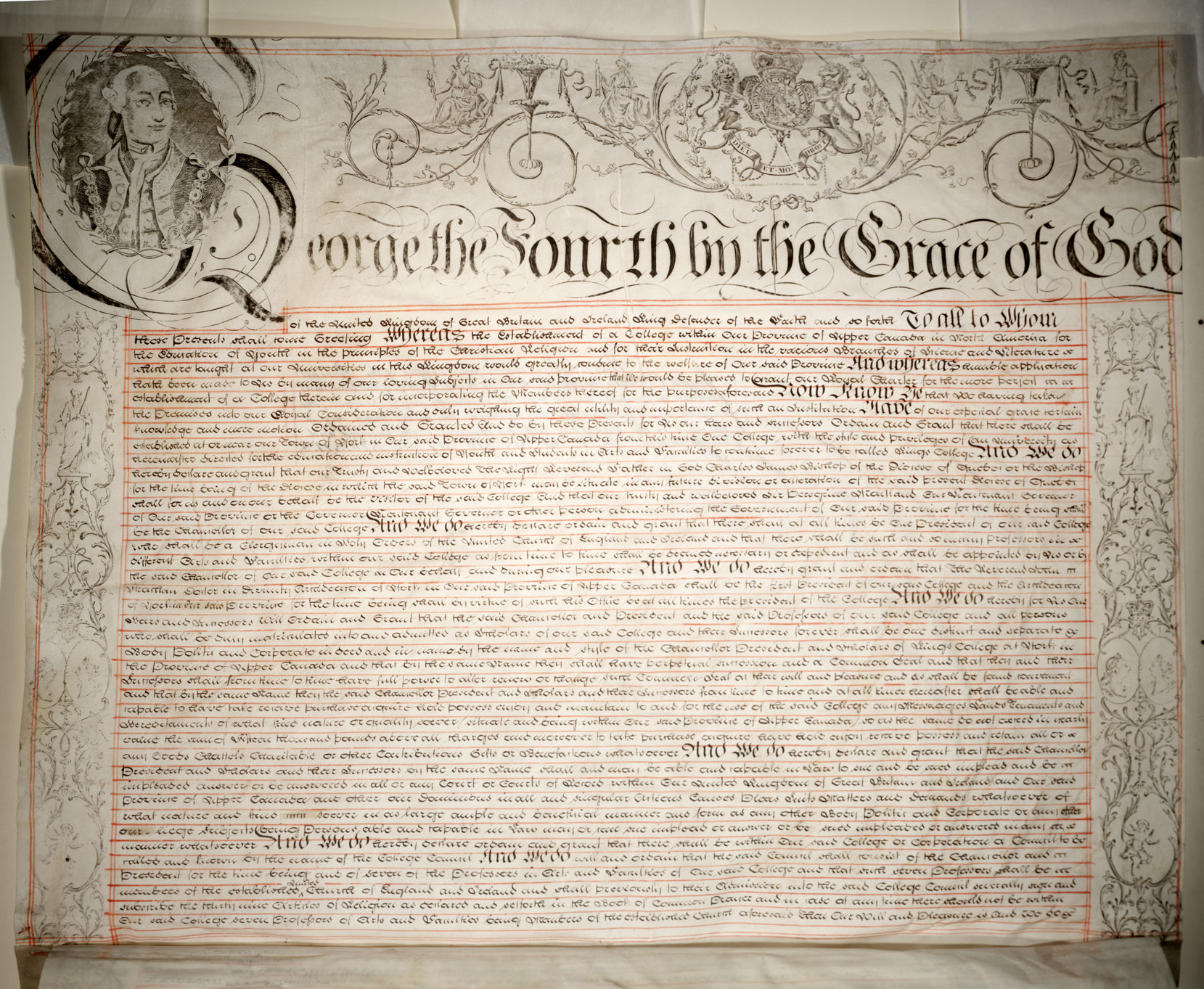
Royal charter van King's College (1827)

Een royal charter is een document waarin de koning van Engeland bepaalde rechten en garanties toekent aan een stad, een universiteit of een commerciële onderneming. In Engeland werden in de middeleeuwen stadsrechten toegekend via een royal charter.
Bekende bedrijven die werden opgericht via een royal charter zijn de Hudson's Bay Company, de East India Company (EIC) en de British South Africa Company.
In de Verenigde Staten zijn enkele van de oudste onderwijsinstellingen opgericht door royal charter, onder andere het Harvard College van de huidige Harvard University en Yale University.